# Villa di Spedaletto
La Villa di Spedaletto est une villa médicéenne qui se situe à Lajatico, près de Volterra, dans la province de Pise et la région italienne de Toscane.
Elle fut une des villas de Laurent le Magnifique où il séjourna souvent et qui, bien que vendue juste après sa mort, fit partie des possessions des Médicis.
Spedaletto doit son nom à un « Spedale » (hôpital) de l'Ordre des chevaliers hospitaliers d'Altopascio situé à  proximité de la Via Francigena. Ces « Spedale dei Santi ippolito e Cassiano », avec les terres jointes, fut concédé par bail emphytéotique  à Laurent le Magnifique en 1486, avec le domaine voisin  d'Agnano.
Après la mort de Laurent en 1492, la villa fut vendue par son fils Pierre II de Médicis à Francesco Cybo en 1494 avec le domaine d'Agnano.
En 1606, Alberico Cybo Malaspina la vendit au sénateur Tommaso Corsini. Les Corsini, dont  les armes décorent la façade, en  sont les actuels propriétaires.

## Sources
- (it) Cet article est partiellement ou en totalité issu de l’article de Wikipédia en italien intitulé « Villa di Spedaletto » (voir la liste des auteurs).